# Zwemmen op de Olympische Zomerspelen 2016 – 200 meter rugslag mannen
De 200 meter rugslag mannen op de Olympische Zomerspelen 2016 vond plaats op 10 augustus, series en halve finales, en 11 augustus 2016, finale. Omdat het zwembad waarin de wedstrijd gehouden werd 50 meter lang is, bestond de race uit vier baantjes. Na afloop van de series kwalificeerden de zestien snelste zwemmers zich voor de halve finales, de snelste acht uit de halve finales gingen door naar de finale. Regerend olympisch kampioen was de Amerikaan Tyler Clary.

## Records
Voorafgaand aan het toernooi waren dit het wereldrecord en het olympisch record
| Wereldrecord     | Aaron Peirsol | 1.51,92 | Rome   | 31 juli 2009    |
| Olympisch record | Tyler Clary   | 1.53,41 | Londen | 2 augustus 2012 |

## Uitslagen

### Series
| Rang | Serie | Baan | Naam               | Land                        | Tijd    | Bijz. |
| ---- | ----- | ---- | ------------------ | --------------------------- | ------- | ----- |
| 1    | 2     | 4    | Jevgeni Rylov      | Rusland                     | 1:55.02 | Q     |
| 2    | 2     | 5    | Xu Jiayu           | China                       | 1:55.51 | Q     |
| 3    | 4     | 4    | Mitch Larkin       | Australië                   | 1:56.01 | Q     |
| 4    | 3     | 4    | Ryan Murphy        | Verenigde Staten            | 1:56.29 | Q     |
| 5    | 3     | 5    | Jacob Pebley       | Verenigde Staten            | 1:56.44 | Q     |
| 6    | 2     | 3    | Jan-Philip Glania  | Duitsland                   | 1:56.50 | Q     |
| 6    | 4     | 7    | Andrej Sjabasov    | Rusland                     | 1:56.50 | Q     |
| 8    | 4     | 3    | Ryosuke Irie       | Japan                       | 1:56.61 | Q     |
| 9    | 2     | 2    | Christian Diener   | Duitsland                   | 1:56.62 | Q     |
| 10   | 4     | 6    | Josh Beaver        | Australië                   | 1:56.65 | Q     |
| 11   | 3     | 6    | Li Guangyuan       | China                       | 1:56.85 | Q     |
| 12   | 4     | 1    | Leonardo de Deus   | Brazilië                    | 1:57.00 | Q     |
| 13   | 2     | 6    | Masaki Kaneko      | Japan                       | 1:57.19 | Q     |
| 14   | 3     | 2    | Hugo González      | Spanje                      | 1:57.50 | Q     |
| 15   | 4     | 8    | Corey Main         | Nieuw-Zeeland               | 1:57.51 | Q     |
| 16   | 3     | 3    | Yakov Toumarkin    | Israël                      | 1:57.58 | Q     |
| 17   | 4     | 5    | Radosław Kawęcki   | Polen                       | 1:57.61 |       |
| 18   | 1     | 4    | Robert Glință      | Roemenië                    | 1:57.91 |       |
| 19   | 2     | 7    | Adam Telegdy       | Hongarije                   | 1:59.09 |       |
| 20   | 1     | 5    | Rexford Tullius    | Amerikaanse Maagdeneilanden | 1:59.14 |       |
| 21   | 4     | 2    | Danas Rapšys       | Litouwen                    | 1:59.58 |       |
| 22   | 3     | 1    | David Foldhazi     | Hongarije                   | 1:59.69 |       |
| 22   | 3     | 8    | Omar Pinzon        | Colombia                    | 1:59.69 |       |
| 24   | 3     | 7    | Apostolos Christou | Griekenland                 | 1:59.78 |       |
| 25   | 2     | 1    | Mikita Tsmyh       | Wit-Rusland                 | 2:00.96 |       |
| 26   | 1     | 3    | Boris Kirillov     | Azerbeidzjan                | 2:05.01 |       |

### Halve finales
| Rang | Naam              | Land             | Tijd    | Serie | Baan | Bijz. |
| ---- | ----------------- | ---------------- | ------- | ----- | ---- | ----- |
| 1    | Jevgeni Rylov     | Rusland          | 1.54,45 | 2     | 4    | Q     |
| 2    | Mitch Larkin      | Australië        | 1.54,73 | 2     | 5    | Q     |
| 3    | Jacob Pebley      | Verenigde Staten | 1.54,92 | 2     | 3    | Q     |
| 4    | Ryan Murphy       | Verenigde Staten | 1.55,15 | 1     | 5    | Q     |
| 5    | Xu Jiayu          | China            | 1.55,66 | 1     | 4    | Q     |
| 6    | Li Guangyuan      | China            | 1.55,92 | 2     | 7    | Q     |
| 7    | Ryosuke Irie      | Japan            | 1.56,31 | 1     | 6    | Q     |
| 8    | Christian Diener  | Duitsland        | 1.56,37 | 2     | 2    | Q     |
| 9    | Jan-Philip Glania | Duitsland        | 1.56,53 | 1     | 3    |       |
| 10   | Josh Beaver       | Australië        | 1.56,57 | 1     | 2    |       |
| 11   | Masaki Kaneko     | Japan            | 1.56,78 | 2     | 1    |       |
| 12   | Andrej Sjabasov   | Rusland          | 1.56,98 | 2     | 6    |       |
| 13   | Leonardo de Deus  | Brazilië         | 1.57,67 | 1     | 7    |       |
| 14   | Corey Main        | Nieuw-Zeeland    | 1.58,08 | 2     | 8    |       |
| 15   | Yakov Toumarkin   | Israël           | 1.58,63 | 1     | 8    |       |
| 16   | Hugo González     | Spanje           | 1.59,08 | 1     | 1    |       |

### Finale
| Rang   | Naam             | Land             | Tijd    | Baan | Bijz. |
| ------ | ---------------- | ---------------- | ------- | ---- | ----- |
| Goud   | Ryan Murphy      | Verenigde Staten | 1.53,62 | 6    |       |
| Zilver | Mitch Larkin     | Australië        | 1.53,96 | 5    |       |
| Brons  | Jevgeni Rylov    | Rusland          | 1.53,97 | 4    |       |
| 4      | Xu Jiayu         | China            | 1.55,16 | 2    |       |
| 5      | Jacob Pebley     | Verenigde Staten | 1.55,52 | 3    |       |
| 6      | Li Guangyuan     | China            | 1.55,89 | 7    |       |
| 7      | Christian Diener | Duitsland        | 1.56,27 | 8    |       |
| 8      | Ryosuke Irie     | Japan            | 1.56,36 | 1    |       |